# 福浦港

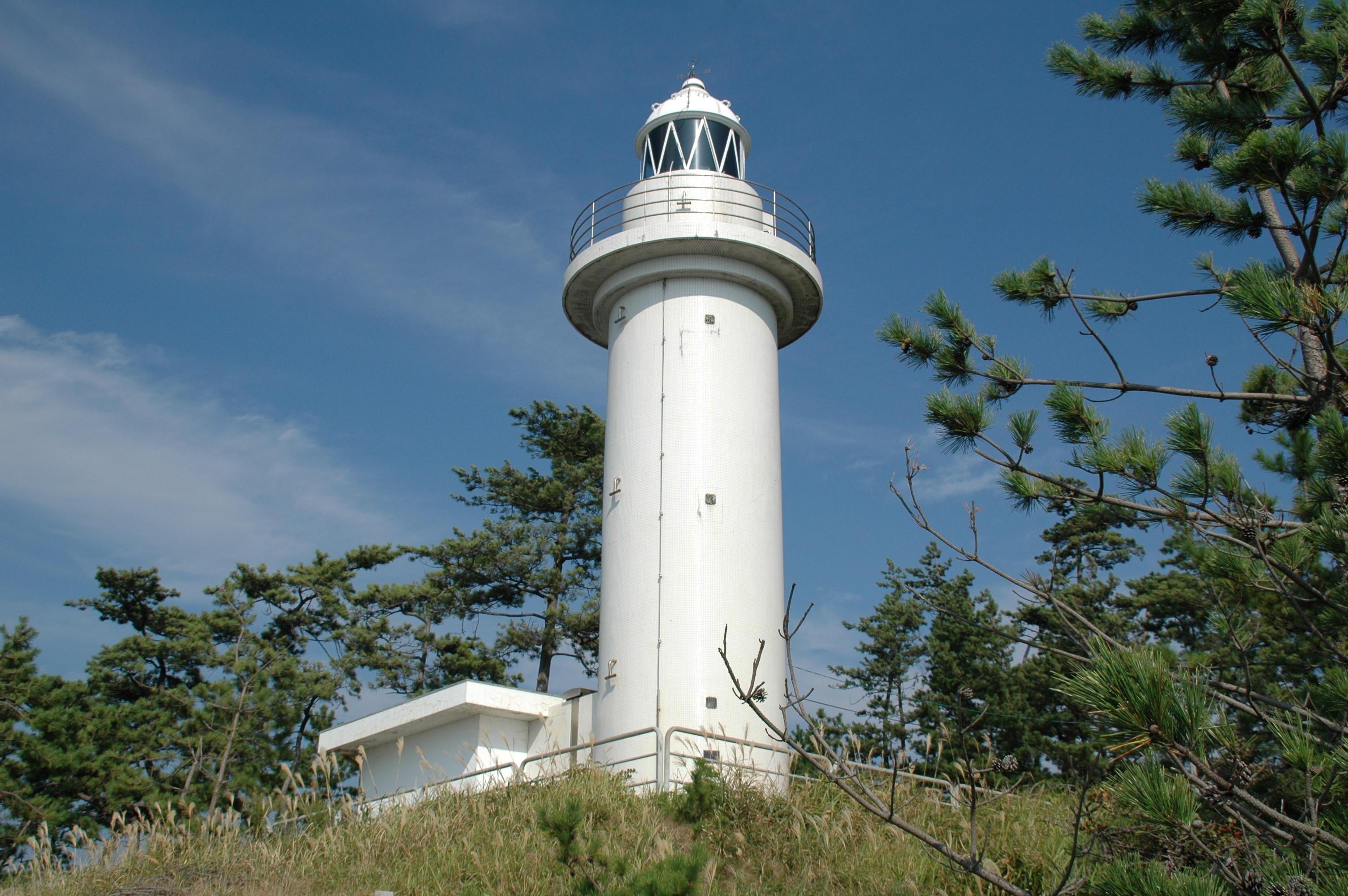
福浦灯台

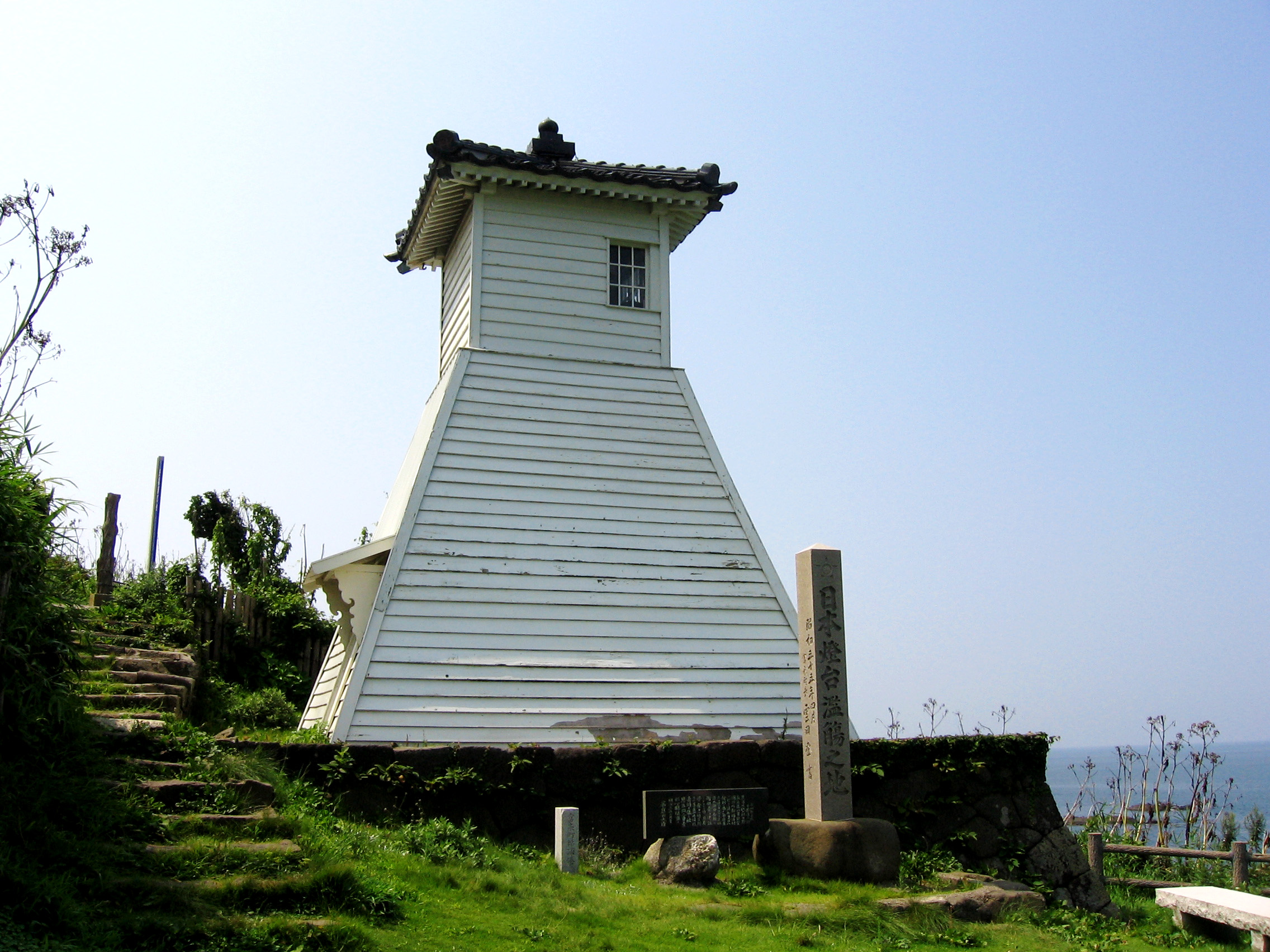
旧福浦灯台

福浦港（ふくらこう、ふくらみなと）は、石川県羽咋郡志賀町（旧富来町）にある地方港湾。かつては福良津、福良泊とも呼ばれていた。

## 概要
能登半島の西端に位置し、入り江が北湾と南湾に分かれている。奈良時代には渤海使の帰国船の造船や修理を担い、江戸時代に入ると北前船が寄港する重要な港として発展した。1876年、17代目日野吉三郎によって旧福浦灯台が建設され、1908年まで日野家による管理が行われた。（1908年以降は福良灯台が利用されている）明治時代以降は港としての機能が低かったため、衰退の一途を辿った。1965年以降は外洋漁業に向かう大型船の根拠地となっている。
能登半島国定公園の景勝地である能登金剛も近いが、バイパスの影響で鄙びた漁港となっている。

## 福浦海苔
石川県志賀町（旧富来町）福浦港周辺で採れる岩のりを福浦海苔という。岩海苔が育ちやすいコンクリートで固めた「のりじま（のり畑）」で育てられ、12月（1日解禁）から1月の終わりにかけて採集される。「のりじま」は11月の終わりに、福浦漁協によるのり競売で入手される。2024年の競売では124区画の競りが行われた。一区画 5,000円から競りが始まり、中には 85,000円の区画もあった。

一方、天然の岩につく海苔は特に美味である。採取した海苔は、水洗いののち、型枠でかたちを整え、竹の籠におとし、水を切る。水が切れたら、風通しのよいところで３、４日干す。完全に乾燥したら、竹の籠からはがして石をとり、袋詰めして完成する。ただし、採取・加工した福浦海苔は自家用で消費され、ほとんど市場に出ることはない。漁協の販売価格は、10枚1束2500円（税込み）で販売する。
あぶった海苔に醤油をつけてご飯とともに食べたり、あるいは鍋料理（貝焼き）にしたりなど、味と香りが豊かである。